# Aaron Neville's Soulful Christmas
| Recensione              | Giudizio |
| ----------------------- | -------- |
| AllMusic                | [ 1 ]    |
| Dizionario del Pop-Rock | [ 2 ]    |
| 24.000 dischi           | [ 3 ]    |

Aaron Neville's Soulful Christmas è un album discografico di Aaron Neville, pubblicato dalla casa discografica A&M Records nell'ottobre del 1993.
Album di canti natalizi, raggiunse il trentaseiesimo posto (25 dicembre 1993) nella classifica statunitense Billboard 200.

## Tracce
1. Please Come Home for Christmas – 2:51 (Charles Brown, Gene Redd)
2. O Holy Night – 4:42 (Pubblico dominio; adattata e arrangiata da: David Campbell, Aaron Neville, Steve Lindsey)
3. The Christmas Song (Chesnuts Roasting on an Open Fire) – 4:19 (Mel Tormé, Robert Wells)
4. Let It Snow, Let It Snow, Let It Snow – 2:20 (Sammy Cahn, Jule Styne)
5. White Christmas – 4:46 (Irving Berlin)
6. Such a Night – 3:22 (Lincoln Chase)
7. O Little Town of Bethlehem – 3:54 (Pubblico dominio; adattata e arrangiata da: David Campbell, Aaron Neville, Steve Lindsey)
8. Silent Night – 4:05 (Pubblico dominio; adattata e arrangiata da: David Campbell, Aaron Neville, Steve Lindsey)
9. Louisiana Christmas Day – 3:38 (Jim Cox)
10. The Star Carol – 2:11 (Alfred Burt, Wihla Hutson)
11. The Bells of St. Mary's – 2:44 (Douglas Furber, Emmett Adams)

## Musicisti
Please Come Home for Christmas
- Aaron Neville - voce
- Dean Parks - chitarra
- Jim Cox - tastiere
- Steve Forman - bells
- Lee Sklar - basso
- Ed Greene - batteria
- Lee Thornburg - strumenti a fiato
- Lon Price - strumenti a fiato
- Vince Denham - strumenti a fiato
- Tom Timko - strumenti a fiato
- Dennis Farias - strumenti a fiato
- Jim Gilstrap - cori
- Dorian Holley - cori
- Darryl Phinnessee - cori
- Ricky Nelson - cori

O Holy Night
- Aaron Neville - voce
- Paul Jackson Jr. - chitarra
- Jim Cox - pianoforte
- Freddie Washington - basso
- Ed Greene - batteria
- Darryl Phinnessee - cori
- Dorian Holley - cori
- Alex Brown - cori
- Jim Gilstrap - cori
- Jackie Gouche Farris - cori
- Lynne Mabrey - cori

The Christmas Song (Chesnuts Roasting on an Open Fire)
- Aaron Neville - voce
- Dean Parks - chitarra
- Jim Cox - tastiere
- Plas Johnson - sassofono
- Jim Hughart - basso
- John Guerin - batteria
- Frank Capp - orchestra contractor
- Mort Lindsey - conduttore strumenti ad arco, arrangiamento strumenti ad arco

Let It Snow, Let It Snow, Let It Snow
- Aaron Neville - voce
- Dean Parks - chitarra
- Jim Cox - organo
- Plas Johnson - sassofono
- Jim Hughart - basso
- John Guerin - batteria
- Frank Capp - orchestra contractor
- Mort Lindsey - conduttore strumenti ad arco, arrangiamento strumenti ad arco

White Christmas
- Aaron Neville - voce
- Dean Parks - chitarra
- Jim Cox - tastiere
- Plas Johnson - sassofono
- Jim Hughart - basso
- John Guerin - batteria
- Frank Capp - orchestra contractor
- Mort Lindsey - conduttore strumenti ad arco, arrangiamento strumenti ad arco

Such a Night
- Aaron Neville - voce
- Dean Parks - chitarra
- Jim Cox - tastiere
- Lon Price - sassofono
- Tim Timko - sassofono
- Lee Sklar - basso
- Ed Greene - batteria
- Jim Gilstrap - cori
- Darryl Phinnessee - cori
- Dorian Holley - cori
- Kevin Dorsey - cori

O Little Town of Bethlehem
- Aaron Neville - voce
- David Campbell - conduttore orchestra, arrangiamento cori
- Steve Forman - percussioni
- Raven Kane - cori
- Stephanie Spruill - cori
- Andrea Robinson - cori
- Carmen Twillie - cori
- Dorian Holley - cori
- Gary Robinson - cori
- Jim Gilstrap - cori
- Josef Powell - cori

Silent Night
- Aaron Neville - voce
- David Campbell - conduttore orchestra, arrangiamento cori
- Steve Forman - percussioni
- Jim Gilstrap - cori
- Darryl Phinnessee - cori
- Dorian Holley - cori
- Kevin Dorsey - cori
- Joey Diggs - cori

Louisiana Christmas Day
- Aaron Neville - voce
- Dean Parks - chitarra
- Jim Cox - tastiere
- Plas Johnson - sassofono (solo)
- Vince Denham - sassofono
- Lon Price - sassofono
- Tom Timko - sassofono
- Lee Sklar - basso
- Ed Greene - batteria
- Ajay Mallery - snare
- Keith Frazier - bass drum
- Alex Brown (Louisiana Choir) - cori
- Jackie Gouche Farris (Louisiana Choir) - cori
- Lynne Mabrey (Louisiana Choir) - cori
- Mark Hudson (Louisiana Choir) - cori
- Brett Hudson (Louisiana Choir) - cori
- Steve Lindsey (Louisiana Choir) - cori
- Jim Cox (Louisiana Choir) - cori
- Gable Veltri (Louisiana Choir) - cori

The Star Carol
- Aaron Neville - voce
- Bob Mann - chitarra
- Jim Cox - organo Hammond
- Jon Clarke - woodwinds
- Steve Forman - vibrafono
- Amy Schulman - arpa
- David Campbell - arrangiamenti

The Bells of St. Mary's
- Aaron Neville - voce
- Dean Parks - chitarra
- Jim Cox - tastiere
- M.B. Gordy - campane
- Lee Sklar - basso
- Ed Greene - batteria
- Jim Gilstrap - cori
- Darryl Phinnessee - cori
- Dorian Holley - cori
- Kevin Dorsey - cori

Note aggiuntive
- Steve Lindsey - produttore
- David Anderle - produttore esecutivo
- Julie Larson - coordinatore alla produzione
- Registrazioni effettuate al Capitol Studios ed al New Orleans Recording Company
- Gabe Veltri - ingegnere delle registrazioni
- Bill Smith, Bob Loftus, Noel I've Got Better Things to Do Hazen - assistenti ingegnere delle registrazioni
- Mixato da Bill Schnee al Schnee Studios
- Masterizzato da Doug Sax al The Mastering Lab[6]